# Andreas Dederich
Andreas Dederich (* 30. Januar 1804 in Bonn; † 1. Mai 1886 in Emmerich) war deutscher Gymnasiallehrer, Historiker und Ehrenbürger der Stadt Emmerich am Rhein.

## Leben und Wirken
Andreas Dederich studierte in Bonn und legte 1827 dort seine Staatsprüfung in alten Sprachen ab. Er erteilte am Emmericher Gymnasium  Unterricht in Geschichte und Geographie. Zunächst ab 1831 in Linz an der Oberschule beschäftigt, kam er im Herbst 1835 an das drei Jahre vorher als staatliche Lehranstalt wiedereröffnete Emmericher Gymnasium.
In Emmerich war Dederich anfangs als ordentlicher Lehrer tätig, dann seit 1843 als Oberlehrer. 1864 erhielt er den Titel Professor.
Bei gesellschaftlichen Veranstaltungen trat er als Solosänger auf. Seiner Anregung ist die Gründung des Emmericher Gesangvereins im Jahre 1846 zu danken, dessen Tradition der jetzige Männerchor fortsetzt.
Im Herbst 1877 hörte Dederich mit der Lehrtätigkeit am Gymnasium auf, blieb aber in der Stadt Emmerich wohnen.  
Er starb am 1. Mai 1886 im Alter von 82 Jahren. Sein Grabmal befindet sich im heutigen Gisbert-Lensing-Park.
Dederich veröffentlichte zu historischen und heimatgeschichtlichen Themen. 
Für die Geschichte der Stadt bleiben seine Annalen der Stadt Emmerich von größter Wichtigkeit, eine Schrift, die 630 Druckseiten umfasst und in der die Texte einer großen Anzahl von wohl erhaltenen Originalurkunden auf Pergament im hiesigen Stadtarchiv enthalten sind. Die Bestände des Archives der Stadt haben den Zweiten Weltkrieg bis auf wenige Reste jüngeren Datums nicht überstanden. Deshalb ist Dederichs Buch so wertvoll geworden.
Im Jahr 1882 wurde ihm bei der 50-Jahr-Feier des Gymnasiums als staatliche Anstalt vom Bürgermeister und den Stadtverordneten das Ehrenbürgerrecht verliehen. Er war Träger des Roten Adlerordens IV. Klasse. Die Dederichstraße in Emmerich wurde nach Andreas Dederich benannt.

## Werke (Auswahl)
- Andreas Dederich: Annalen der Stadt Emmerich. Commissionsverlag der J. L. Romen’schen Buchhandlung, Emmerich/Wesel 1867 (Onlineversion). Nachdruck Düsseldorf: Rheinland-Verlag 1971.
- Des Sex. Julius Frontinus Schrift über die Wasserleitungen der Stadt Rom [Als Hrsg.] Wesel: Prinz, 1841.
- Chorographisches, das Clevische Land und die Stadt Cleve betreffend, aus der Zeit des Geographus Ravennas. In: Annalen des historischen Vereins für den Niederrhein, insbesondere die alte Erzdiöcese Köln, 1. Jahrgang, Heft 2, Köln  1855, S. 230-265.
- Geschichte der Römer und Deutschen am Niederrhein, insbesondere im Lande der Chamaver oder Hamalande. Emmerich: Romen, 1854.
- Neue Forschungen über die ältesten clevischen, geldrischen und zütphen'schen Grafen. Emmerich 1864.
- Der Frankenbund, dessen ursprung und entwickelung. Hannover, Hahn, 1873.